# Gaultheria gracilescens
Gaultheria gracilescens är en ljungväxtart som beskrevs av Herman Otto Sleumer. Gaultheria gracilescens ingår i släktet Gaultheria och familjen ljungväxter. Inga underarter finns listade i Catalogue of Life.